# Psychanalyse au Liban
Au Moyen-Orient, la Société libanaise de psychanalyse, est la première société psychanalytique dans un pays de langue arabe, en 1980. De cette première société se dégagent groupes et associations dont la dernière en date, l'Association libanaise pour le développement de la psychanalyse (ALDeP), fondée en 2009 et première à être rattachée à l'Association psychanalytique internationale, en janvier 2010. 
Les balbutiements de la psychanalyse au Liban remontent au début des années 1970 avec des psychiatres et des psychologues intéressés par l’enseignement de Freud. Parmi les pionniers, nous citons Michel Asfar et Marie-Thérèse Spelz Asfar, Mounir Chamoun, Adnan Houbballah et Adel Akl, rejoints peu après par Liliane Ghazaly. La guerre de 1975 réfrène quelque peu les activités, encore modestes, de ces premiers analystes, mais ne les empêche pas de poursuivre leur pratique clinique et universitaire.   
Quelques années après, la Société libanaise de psychanalyse est fondée. Ses activités se développent pour l’essentiel après la fin de la guerre (début des années 1990) avec l’admission de nouveaux membres et le développement de ses activités scientifiques. Moins d’une dizaine d’années plus tard, une série de crises institutionnelles aboutira à une succession de démissions et à la création de nouveaux groupes actuellement dissous pour la plupart. Nous citons de ces groupes Cercle d’études psychanalytiques (CEP), Société de psychothérapie psychanalytique de l’enfant et de l’adolescent (SPADEA), Centre arabe de recherches psychanalytiques et psychopathologiques (CARPP) et École libanaise de psychothérapie et de psychanalyse (ELPP). En 2009, l’Association libanaise pour le développement de la psychanalyse (ALDeP) est fondée par cinq analystes membres de l’Association psychanalytique internationale.